# Mina, Dicey Tillermans Freundin
Mina, Dicey Tillermans Freundin (Originaltitel: Come a Stranger) ist ein Kinder- und Jugendroman der US-amerikanischen Kinderbuchautorin Cynthia Voigt aus dem Jahr 1986. Es ist der fünfte von sieben Romanen des Tillerman-Zyklus. Die Geschichte ist in sich geschlossen, weist jedoch Verzahnungen mit Wir Tillermans sind so (Dicey’s Sing) und M wie Melody. Die Geschichte von Jeff, Dicey Tillermans Freund (A Solitory Blue) auf. 

## Handlung
Mina ist leidenschaftliche Balletttänzerin und besucht zwei Jahre hintereinander ein Trainingslager für begabte Tänzer und Tänzerinnen. Das junge schwarze Mädchen glaubte, ein gleichwertiger Teil der Gruppe zu sein und dank ihres Talents teilnehmen zu dürfen, was sich im nächsten Sommer als Trugschluss herausstellt. Als einzige Schwarze im Camp ahnt sie, dass sie möglicherweise aufgrund ihrer Hautfarbe eine Alibifunktion hatte. Dadurch sensibilisiert, beginnt sie, die Welt kritischer zu hinterfragen und zu betrachten. Sie erkennt Diskriminierung in ihrem Umfeld, bezogen nicht nur auf ihre Hautfarbe, sondern auch auf ihr Geschlecht. Beides spiegeln ihr nicht nur Gleichaltrige, sondern auch ihre Mutter wider, die ihr von Anfang an das Tanzen ausreden will und ihr mitteilt, dass dies kein angemessenes Hobby einer jungen schwarzen Frau ist. Sie legt ihr nah, dass Männer keine intelligenten Frauen mögen würden, obwohl Mina nur an ihren Traum, Tanzlehrerin zu werden, denkt und noch kein Interesse an Jungs hat. Frustriert vom plötzlichen Rauswurf aus dem Camp im zweiten Jahr und verunsichert über die Gründe, verliert sie die Passion für Tanz und Musik. Auf Rat ihres Bruders entdeckt sie im Tennisclub ihre Freude an diesem Sport. Dort trifft sie auf ein ihr bekanntes altes Problem: Niemand will mit ihr spielen. Sie erkennt das rassistische und diskriminierende Ausmaß, dem sie täglich ausgesetzt ist, und beginnt, für ihre und die Rechte anderer zu kämpfen.

## Einzelnachweis
1. ↑  Cynthia Voigt: Mina, Dicey Tillermans Freundin (= Die Tillerman-Serie). Deutscher Taschenbuch Verlag, München 1989, ISBN 3-423-78089-4.